# The Void (videojuego)
The Void (El Vacío en español, también conocido como Tensión, del ruso Тургор) es un videojuego de terror perteneciente al género de aventura desarrollado en 2008 por el estudio ruso Ice-Pick Lodge y publicado en Rusia, y en otros países de la Comunidad de Estados Independientes, y Polonia por ND Games, el 17 de abril del año 2008. Fue ganador del premio a «Mejor juego original» en la parte rusa de la Game Developers Conference, KRI en 2007. Más tarde fue publicado en las regiones de habla inglesa el 23 de octubre de 2009, y luego como una descarga digital en Steam a partir del 16 de diciembre de 2009.

## Argumento
El juego trata de un alma que se quedó accidentalmente atrapada en el Vacío, antes de la muerte absoluta. El Vacío es como un lugar en el purgatorio, en el que lo más valioso es de color, un líquido que representa la fuerza vital. El color es escaso y el hambre es una cosa habitual para sus habitantes, - hermosa Hermanas desnudos y deformes hermanos monstruosos. El color es un recurso universal en el juego - al mismo tiempo que es la salud del héroe, la armadura, estadísticas y munición. Con la ayuda de la hermana sin nombre, el alma se entera de que hay una manera de escapar y reencarnarse de nuevo en la superficie, pero con el fin de hacer esto, el jugador debe disfrazarse como uno de los hermanos, y así finalmente enfrentarse a ellos. 

## Jugabilidad
The Void se juega desde una perspectiva en primera persona. 
El Color, es la fuente de energía principal del personaje, existe "naturalmente" en el Vacío a través del Lympha. Sin embargo, la recogida con Lympha de color no se puede utilizar directamente, y debe ser procesado en los corazones del héroe en primer lugar, en el que se vacía lentamente, convirtiéndose en Nerva. Cada corazón también se corresponde con un glifo; las acciones del juego más complejas se hacen dibujando glifos infundidos-Nerva en la pantalla con el ratón. Al dibujar un glifo, el tiempo se ralentiza para permitir que el jugador dibuje con cuidado. Acciones de juego típicas están hablando con personajes no jugadores, luchando depredadores o hermanos, la recolección de plantas y creciente jardines. 
El color en el interior de los corazones también actúa como las estadísticas de salud y el carácter del héroe. Hay siete colores a disposición del jugador que son plata, oro, violeta, azul, carmesí, Ámbar y Esmeralda, cada uno con sus propias características, mientras que en el interior de los corazones y cómo afectan el vacío cuando se utiliza; por ejemplo, el oro aumenta la confianza de las hermanas mientras que dentro de los corazones, la reducción de la cantidad de color de la requerida para abrir sus corazones, pero cuando se utiliza en el Vacío incita los celos de los hermanos, haciéndolos más rápido a rasgar los corazones abiertos de las Hermanas. 
La parte estratégica del juego tiene lugar en el mapa del Vacío. El vacío se compone de varios dominios asociados con Hermanas específicos. Cada dominio a su vez consta de varias cámaras. Cuando el jugador está en el mapa, el tiempo fluye y el héroe procesos de color en sus corazones. Si no Color se deja dentro, el héroe va a morir. El tiempo se detiene cuando el jugador está en una cámara, por lo que el jugador puede explorar lugares sin la presión del tiempo. 
El juego tiene un plazo fijado de 35 ciclos (un ciclo representa un equivalente aproximado a un día en el juego). Nuevo color aparece al comienzo de un nuevo ciclo, pero ¿de qué color que trae ciclo es al azar. 

### Los Hermanos
Con el tiempo, los Hermanos se revelarán más adelante en el juego. Estos hermanos son: Mantid, el "Viejo" de los Hermanos, que camina sobre zancos, y tiene una lanza clavada en su abdomen. Balleneros, que maneja dos palas, y su cabeza se cose sobre su espalda. Pit, que se fusiona con una perforación de minas. Ironclad, que tiene varios cañones que disparan al jugador. Tyrant, que tiene varias extremidades y cabezas junto con tres corazones visibles, rueda a lo largo de una rueda de piedra. Oruga, que está conectado a una esfera rodante (s) a través de tubos en su área abdominal. Warden, que forma una jaula hecha de sus costillas, y se cuelga del techo como una jaula de pájaros tirándole. Montgolfier, que, en la versión rusa, tenía el pelo, pero en la versión en Inglés, no lo hace. Él se fusiona con un globo de aire caliente. Triumphator, que se fusiona con un grande, fonógrafo de engranajes con motor, y actúa como una banda de un solo hombre. Y, por último, el Patriarca, el mayor de los hermanos, que es similar a un alto nivel en una silla de ruedas, y parece que no tiene cabeza. 
Los Hermanos, en función de las acciones del jugador, puede sentirse agresivos, inseguros, o simpáticos para el protagonista. Patriarca y Montgolfier se dice por los otros hermanos para ser el más aficionado a él, seguido de Caterpillar y Triumphator. Tyrant y Warden son probablemente el más dominante de los hermanos, junto con Pit y Whaler, que evalúan el jugador negativamente. Mantid y Ironclad son generalmente neutral, aunque su comportamiento puede cambiar de las acciones del jugador. 

## Recepción
En general, el juego ha recibido críticas positivas en Rusia y en el extranjero, con la excepción de la prensa polaca, que jugaron La versión del Director. La versión alemana, el corte del director de la versión rusa, recibió reacciones más favorables que van de medianas a altas puntuaciones. En las primeras críticas internacionales el juego consiguió puntuaciones altas, y la alabanza entusiasta de Rock, Paper, Shotgun. 
En la primera revisión idioma inglés, Resolución decía ser raramente diversión, pero que ofrece "una hermosa experiencia con saña, enormemente interesante".
Un canal de televisión alemán, llamado 3Sat, hizo una comparación entre el vacío y Los Sims 3, la comparación de la percepción de la realidad americana y su forma de vida, y sus homólogos rusos. Rock, Paper, Shotgun escribió una crítica abrumadoramente positiva, diciendo "The Void es en lineas generales, una experiencia muy bien llevada".

### Piratería
The Void se destacó en Rusia, por la reacción de sus desarrolladores ante la piratería. Cuando el juego apareció en el rastreador torrents.ru más grande de Rusia, los desarrolladores hablaron con los descargadores en el hilo, respondieron las preguntas relacionadas con el juego y los animaron a comprar el juego, si les gustó. Además, los desarrolladores hicieron un torrent oficial que contenía todo el material adicional de la edición de regalos.

## Ediciones y títulos
El juego fue lanzado en varios países bajo diferentes títulos y con cambios menores y mayores. 
- Turgor: primera publicación del videojuego, para Rusia, el 17 de abril de 2008. Esta edición está disponible en forma de un joyero de dos DVD, una edición de regalos y una descarga digital. El disco extra contiene la banda sonora completa, todos los avances que se han hecho para el juego, las grabaciones de Nikolay Dybowskiy de KRI, un video musical acerca del videojuego llamado Pathologic, y obras de arte del juego. Aunque esta edición solo se publicó en Rusia, hay un parche oficial de subtítulos disponibles en uno de los desarrolladores.

- Tensión: el título de trabajo en inglés del juego y el título oficial para Polonia. La edición polaca incluye el disco del juego, un disco extra con una parte de la banda sonora, el manual de usuario, un tutorial oficial y un libro de arte. Esta edición no incluye las bonificaciones de la versión rusa. Incluye el primer parche.

- The Void (edición alemana): se trata de la edición con el corte del director del juego, lanzado el 28 de marzo de 2009, que tiene importantes diferencias con respecto a la versión inicial, como una historia completamente reescrito. El disco extra contiene una banda sonora remasterizada con temas nuevos, todos los avances a excepción de las imágenes de vídeo de KRI Patológica música de videojuegos, y obras de arte.

- The Void (edición en inglés): la misma que la edición alemana con el segundo parche. Esta edición fue lanzada en octubre de 2009.